# Caspar Risse
Caspar Risse (* 22. November 1850 in Voßwinkel, heute Arnsberg; † 25. Januar 1923 in Düsseldorf) war ein deutscher Landschafts- und Vedutenmaler der Düsseldorfer Schule.

## Leben
Risse wurde als fünftes Kind der Eheleute Johann Peter und Anna Maria Margarethe Risse, geborene Osterhaus, auf dem Stockey in Voßwinkel geboren. Im Alter von 16 Jahren begann er am 8. Januar 1867 ein Studium an der Kunstakademie Düsseldorf, das er im Juli 1873 beendete. Dort waren Andreas Müller, Heinrich Lauenstein, Albert Flamm und Eugen Dücker seine Lehrer. In der Landschafterklasse Dückers, wo er gute Noten erzielte, hielt sich Risse in den Jahren 1872/1873 auf. Bis 1875 wohnte Risse in Düsseldorf, danach verzog er mit unbekannter Anschrift. Erst 1902 ist er wieder in Düsseldorf greifbar. 1905 zog er nach Leutesdorf. 1909 kehrte er nach Düsseldorf zurück, wo er mehrmals umzog und 1923 in seiner Wohnung am Friedrichsplatz 8 verstarb.

## Werke (Auswahl)
- Westfälische Mühle, Ölgemälde, 1870er Jahre
- Motiv aus dem Hönnetal in Westfalen, Ölgemälde, 1870er Jahre
- Der Rursee in der Eifel, Aquarell, 1916
- Nachmittag am Schwanenspiegel in Düsseldorf (Sonntags am Ausflugslokal), Aquarell, 1917
- Das Berger Tor, Aquarell, Stadtmuseum Landeshauptstadt Düsseldorf
- Schulstraße mit Maxkirche, Aquarell, Stadtmuseum Landeshauptstadt Düsseldorf
- Am Strand liegendes Segelschiff, Aquarell

## Ausstellungen
Belegt sind Beteiligungen an der Ausstellung des Kunstverein für die Rheinlande und Westfalen im Schloss Jägerhof vom 19. Mai 1872 „bis auf Weiteres“ sowie vom 1. bis 15. Juli 1875 an der Ausstellung des Kunstvereins für die Rheinlande und Westfalen im „Großen Saal“ der städtischen Tonhalle Düsseldorf.